# Kalendarium historii Gaborone

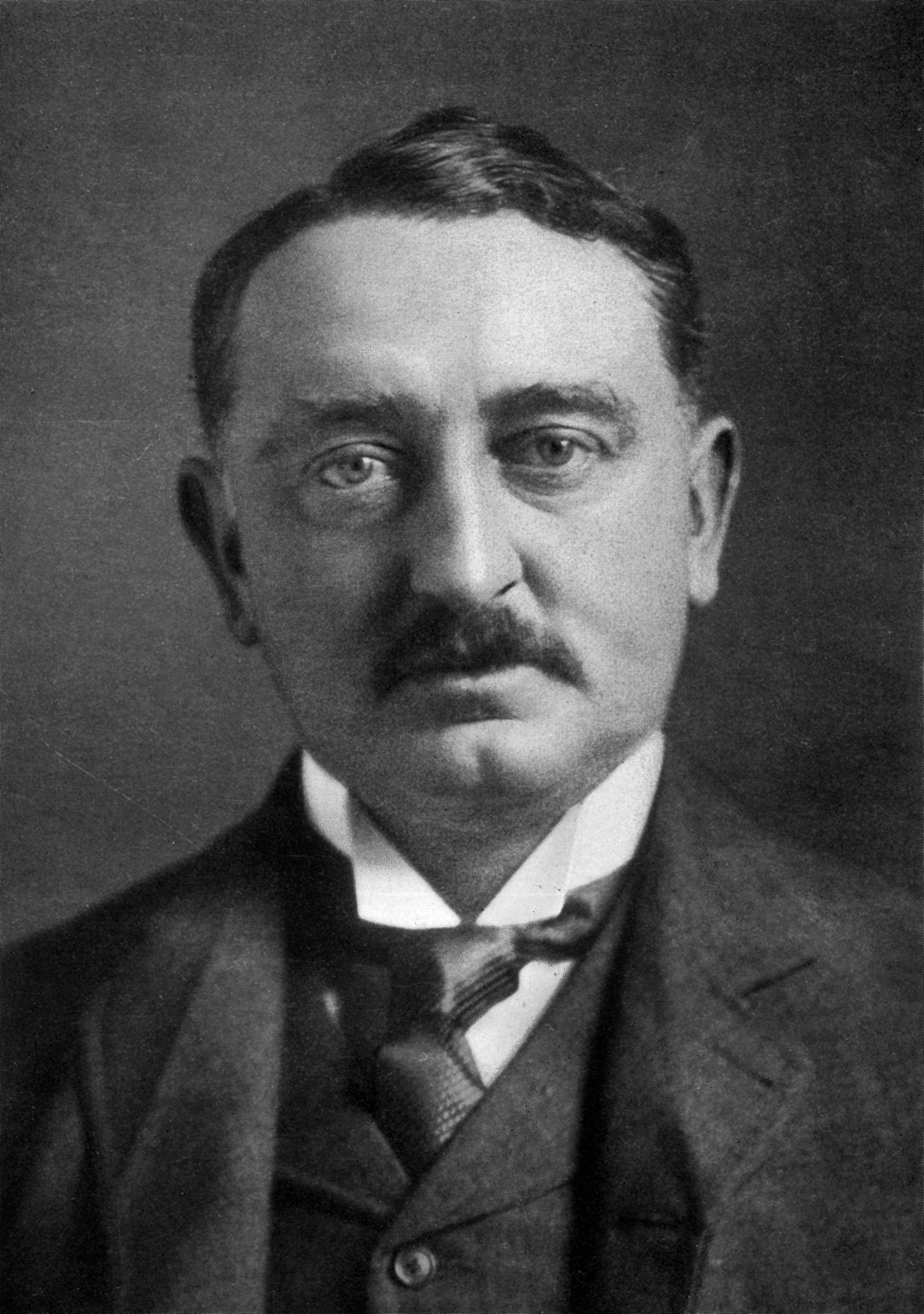
Cecil Rhodes

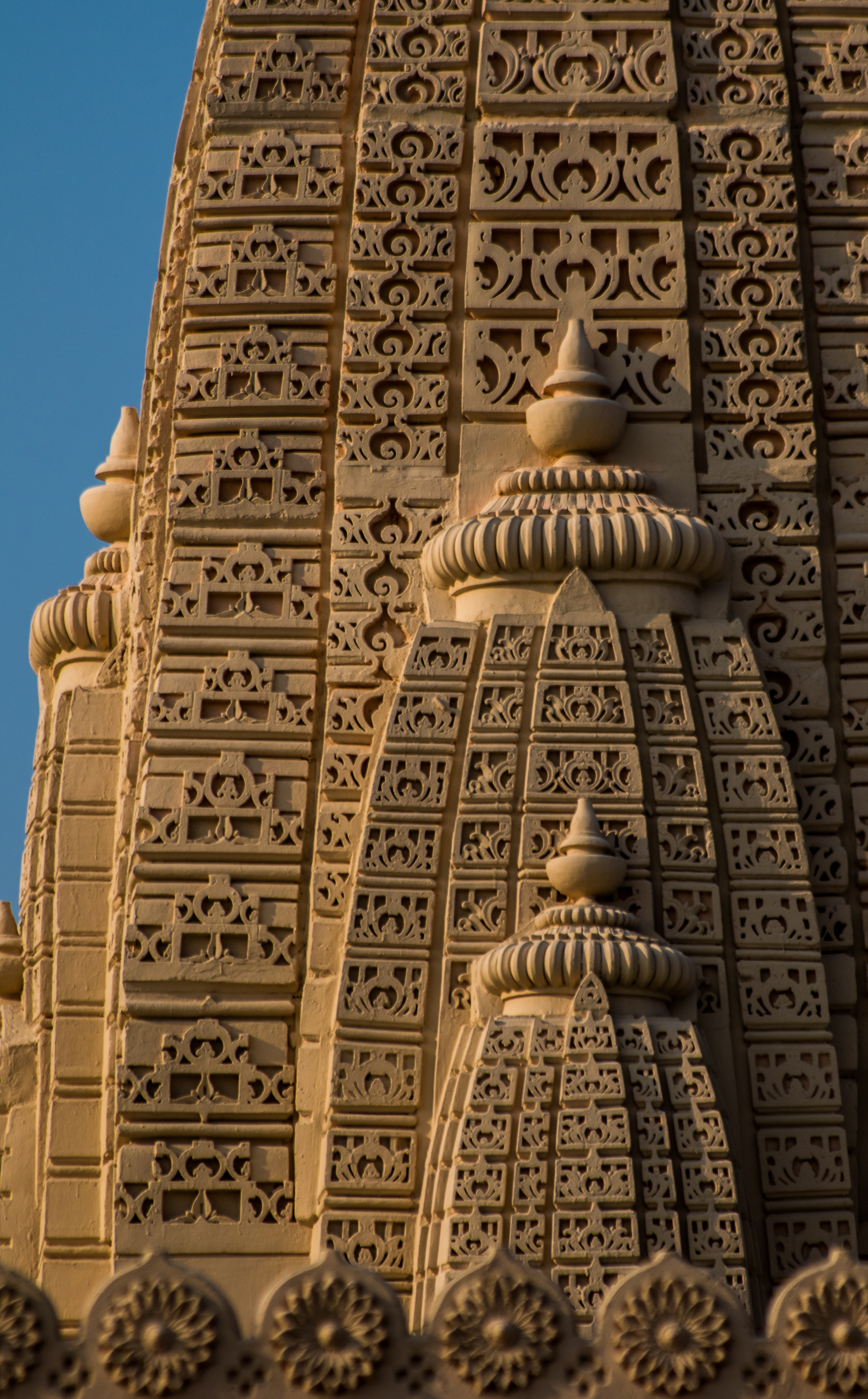
Hinduistyczna świątynia w Gaborone

Kalendarium historii Gaborone – uporządkowany chronologicznie, począwszy od czasów najdawniejszych aż do współczesności, wykaz dat i wydarzeń z historii Gaborone.

## Panowanie brytyjskie
- lata 80. XIX w. – założenie przez króla Gaborone(inne języki), wodza Batlôkwa, osady nazwanej Moshaweng[1].
- lata 80. XIX w. – utworzenie w Gaberones fortu przez Cecila Rhodesa[2].
- ok. 1890 – założenie Gaberones przez Brytyjską Kompanię Południowoafrykańską[3].
- 1895 – wyprawa trzech królów, Khamy III, Sebele I(inne języki) i Bathoena I(inne języki) do Londynu skutkuje objęciem Beczuany protektoratem brytyjskim[4].
- 1964 – pierwsze wydanie Bechuanaland Daily News[5]. Rozpoczęcie budowy miasta na szeroką skalę[6].
- 1965 – przeniesienie stolicy Beczuany z Mafikeng do Gaberones[7].

## Niepodległa Botswana
- 1966 – uczynienie Gaberones stolicą Botswany, po otrzymaniu niepodległości[3]. Otwarcie Botswana National Stadium.
- 1968 – otwarcie muzeum i galerii sztuki[4][8].
- 1969 – zmiana nazwy miasta na Gaborone[3].
- 1976 – założenie Uniwersytetu Botswany[3].
- 1980 – założenie w mieście Wspólnoty Rozwoju Afryki Południowej, oraz uczynienie Gaborone siedzibą organizacji[4].
- 1984 – otwarcie portu lotniczego Gaborone[9].
- 1985–1986 – południowoafrykańskie rajdy na Gaborone, skutkujące śmiercią 15 cywilów[4].
- 1994 – zamieszki w stolicy wskutek ogłoszenia wyników wyborów parlamentarnych[10].
- 2003 – utworzenie klubu piłkarskiego Uniao Flamengo Santos FC, wówczas z siedzibą w Gaborone[11].
- 2005 – odsłonięcie pomnika Trzech Dikgosi, upamiętniającego wizytę królów w 1895 roku w Londynie[12].
- 2014 – African Youth Games(inne języki) odbywają się w Gaborone[13].